# Stenasellus brignolii
Stenasellus brignolii is een pissebed uit de familie Stenasellidae. De wetenschappelijke naam van de soort is voor het eerst geldig gepubliceerd in 1981 door Giuseppe L. Pesce & Roberto Argano.